# Pastuh, Kiustendil
Pastuh (în bulgară Пастух) este un sat în comuna Nevestino, regiunea Kiustendil,  Bulgaria. 

## Demografie
Componența etnică a satului Pastuh
     Bulgari (100%)
     Nicio identificare (0%)
     Altele (0%)
La recensământul din 2011, populația satului Pastuh era de 51 locuitori. Din punct de vedere etnic, toți locuitorii erau bulgari.